# Genesis III - Monodramma
Genesis III - Monodramma (op. 19) est une œuvre de musique de chambre composée pour un ensemble de dix-neuf instruments et une soprano par Henryk Górecki en 1963. Elle est la troisième partie du triptyque Genesis écrit entre 1962 et 1963.

## Historique
Cette œuvre pour un ensemble à percussions métalliques et une soprane, fut composée en avril 1963. Genesis III - Monodramma est le troisième élément du triptyque Genesis, constitué de Genesis I - Elementi (1962) et Genesis II - Canti strumentali (1963).